# Henri Bonin-Pissarro
Pour les articles homonymes, voir Pissarro.
Henri Bonin-Pissarro, pseudonyme BOPI, né à Beynac-et-Cazenac en Dordogne le 25 juillet 1918 et mort le 15 novembre 2003 à Nice est un artiste peintre contemporain français. Il est issu de la famille d'artistes Pissarro.

## Famille
Henri Bonin-Pissarro est le fils du peintre Alexandre Bonin et de Jeanne (Cocotte), née Pissarro, fille du « père de l'impressionnisme », Camille Pissarro. Ses frères et sœurs étaient Madeleine, André, Denise et Claude Bonin-Pissarro. Le nom de sa femme était Simone,.

## Vie et œuvre
Henri Bonin-Pissarro a vécu à Saint-Ouen-sur-Morin et s'est installé à Nice en 1981.
Son travail est souvent expressionniste, réalisant des pastiches qu'il signe de son nom « Henri Bonin-Pissarro ». Plus tard, il trouve son propre style en utilisant les techniques néo-pop et adopte en 1989 le pseudonyme BOPI pour ces œuvres. Dans ces travaux, il a réduit la réalité à un plan défini par un axe x et y.

## Expositions
- 1968-1983 : Salon des indépendants, Société des artistes indépendants, Paris[5]
- 1967 : Galerie Weil, Paris[5]
- 1968 : Galerie Majestic, Biarritz[5]
- 1972 : Vallombreuse Galleries, Palm Beach[5]
- septembre-octobre 1988 : Galerie Renoir, Nice[6],[5]
- juin-juillet 1991 : Novotel, Paris[7]
- 1993 : Galerie Majestic, Cannes[5]
- 1996 : Galerie MAG, Paris[5]
- 2002 : Galerie Étienne de Causans, Paris[5]
- 2003 : Galerie Étienne de Causans, Paris[5]